# Dillon Serna
Dillon Serna (* 25. März 1994 in Brighton) ist ein amerikanischer Fußballspieler, der als Mittelfeldspieler eingesetzt wird. Derzeit steht er bei den Colorado Rapids unter Vertrag.

## Karriere

### Jugend und Amateurfußball
Serna spielte seit 2009 in den Jugendmannschaften der Colorado Rapids. Nach der Highschool spielte er noch ein Jahr Collegefußball im Team der University of Akron.

### Vereinskarriere
Am 18. Januar 2013 unterzeichnete Serna einen Profivertrag nach der Homegrown Player Rule bei den Colorado Rapids. Sein Pflichtspieldebüt gab er am 27. Oktober 2013 bei einer 0:3-Niederlage gegen die Vancouver Whitecaps. Sein erstes Tor in seiner Profikarriere erzielte er am 26. April 2014 bei der 1:4-Niederlage gegen die Seattle Sounders.

### Nationalmannschaft
Serna war Teil des Kaders für die U-17-Fußball-Weltmeisterschaft 2011, spielte aber in keinem Spiel während des Turniers. Serna spielte auch mehrere Spiele für die U-20-Nationalmannschaft der USA, wurde aber für die U-20-Fußball-Weltmeisterschaft 2013 nicht in den Kader berufen.